# Бишофф, Сабина
Сабина Бишофф-Вольф (нем. Sabine Bischoff-Wolf; 21 мая 1958, Таубербишофсхайм, Баден-Вюртемберг — 6 марта 2013, Вайкерсхайм, Баден-Вюртемберг) — западногерманская фехтовальщица, чемпионка Олимпийских игр 1984 года в Лос-Анджелесе.
В 1963 году начала выступать за спортивное общество Таубербишофсхайм. В 1979 году выиграла бронзовую медаль на чемпионате мира по фехтованию в Мельбурне, в 1981 году — серебро, в 1982 году — бронзу и в 1983 году — серебро. В 1983 и 1984 годах становилась чемпионкой Германии в соревнованиях на рапирах.
На летних Олимпийских играх в Лос-Анджелесе (1984), заняла седьмое место в личном зачете. В составе сборной ФРГ в женской рапире стала олимпийской чемпионкой. В 1985 году стала серебряным призёром чемпионата мира в одиночном разряде и чемпионкой — в командном первенстве, в 1986 году выиграла бронзовую медаль.
Завершив карьеру, работала учительницей гимназии в Вайкерсхайме.